# Mura di Torniella
Le mura di Torniella costituiscono il sistema difensivo dell'omonimo borgo castellano del territorio comunale di Roccastrada.

## Storia
La cinta muraria fu costruita a partire dall'XI secolo, a difesa del borgo di Torniella che andava sviluppandosi a partire da quell'epoca.
La primitiva cerchia muraria rimase pressoché intatta fino al 1255, anno in cui l'assedio senese portò alla distruzione di gran parte dell'originario sistema difensivo.
Tra il tardo Duecento e i primi anni del Trecento, i Senesi provvederono a ricostruire le mura e le fortificazioni precedentemente distrutte, in modo da assicurare un più efficiente sistema difensivo al borgo da essi controllato.
Nei secoli successivi furono effettuate alcune modifiche che, però, non ne hanno alterato l'impianto.

## Descrizione
Le mura di Torniella delimitano quasi interamente il borgo castellano di origini medievale.
La cinta muraria si presenta rivestita in pietra, poggiante in vari punti su un possente basamento a scarpa. Alcuni tratti sono a vista, mentre in altri punti la cortina muraria si è venuta a trovare addossata alle pareti esterne di edifici del centro.
Una porta ad arco consente l'accesso alla parte padronale.